# László Balásfalvi Kiss
László Balásfalvi Kiss, madžarski feldmaršal, * 1885, † 1972.